# 패리스 트라웃
《패리스 트라웃》(Paris Trout)은 미국에서 제작된 스티븐 질렌홀 감독의 1991년 드라마 영화이다. 데니스 호퍼 등이 주연으로 출연하였고 프랭크 코닉스버그 등이 제작에 참여하였다.
Pete Dexter의 소설 Paris Trout에 기반을 둔다.

## 출연

### 주연
- 데니스 호퍼
- 바바라 허쉬
- 에드 해리스

### 조연
- 레이 맥키넌
- 티나 리포드

## 기타
- 원작자: 피터 덱스터
- 미술: 리처드 쉐먼